# Dicranomyia (Dicranomyia) pudica
Dicranomyia (Dicranomyia) pudica is een tweevleugelige uit de familie steltmuggen (Limoniidae). De soort komt voor in het Nearctisch gebied.